# Биг-ер Шуганг
39° 54′ 38″ С; 116° 08′ 43″ И / 39.91057° С; 116.14522° И
Биг-ер Шуганг (кинески језик: 首钢滑雪大跳台; пињин: Shǒugāng huáxuě dà tiàotái) је спортски стадион у округу Шиџингшан у Пекингу, Кина, изграђен да буде домаћин великих ваздушних догађаја Зимских Олимпијских игара 2022. То је први стални велики ваздушни простор на свијету.
Ова спортска локација се налази на мјесту некадашње челичане Shougang Group, која је затворена у јануару 2011. године због загађења ваздуха. Изградња је трајала од 2018. до 1. новембра 2019. године.
Објекат је био једно од два такмичарска мјеста изграђена у Пекингу за Зимске олимпијске игре 2022. године и једино мјесто за сњежне спортове у граду. На Играма су освојене четири медаље: велико ваздушно такмичење у скијању слободним стилом за мушкарце и жене, заједно са такмичењем у сноуборду на великом ваздуху за мушкарце и жене. Мјесто је привукло пажњу због своје локације у индустријској зони без снега, поред расхладних торњева и далеко од планина. Мјесто је постало симбол урбане обнове Кине.